# Pekka Tukia
Pekka Pertti Tukia (* 3. November 1945 in Pihtipudas) ist ein finnischer Mathematiker, der sich mit Kleinschen Gruppen befasst und deren geometrischen Eigenschaften (wie Limesmengen).
Tukia wurde 1972 in Helsinki bei Kaarlo Virtanen promoviert (On Discrete Groups of the Unit Disk and their Isomorphisms). Er ist Professor an der Universität Helsinki.
Er leistete wesentliche Vorarbeiten zum Beweis der Seifert-Faserraum-Vermutung. 1992 war er eingeladener Sprecher auf dem Europäischen Mathematikerkongress in Paris (Generalizations of Fuchsian and Kleinian groups). 1994 war er eingeladener Sprecher auf dem Internationalen Mathematikerkongress in Zürich (A survey of Möbius groups).

## Schriften (Auswahl)
- On two dimensional quasiconformal groups, Ann. Acad. Sci. Fennica, Ser. A, Band 5, 1980, S. 73–78
- A quasiconformal group not isomorphic to the Möbius group, Ann. Acad. Sci. Fennica, Ser. A, Band 6, 1981, S. 149–160
- The Hausdorff dimension of the limit set of a geometrically finite Kleinian groups, Acta Mathematica, Band 152, 1984, S. 127–140
- On limit sets of geometrically finite Kleinian groups, Mathematica Scandinavica, Band 57, 1985, S. 29–43, Online
- Differentiability and rigidity of Möbius groups, Inventiones Mathematicae, Band 82, 1985, S. 557–578
- Quasiconformal extension of quasisymmetric mappings compatible with a Möbius group, Acta Mathematica, Band 154, 1985, S. 153–193
- On isomorphisms of geometrically finite Möbius groups, Pub. Math. IHES, Band 61, 1985, S. 171–214 doi:10.1007/BF02698805
- On quasiconformal groups, J. Anal. Math., Band 46, 1986, S. 318–346
- A rigidity theorem for Möbius groups, Inventiones Mathematicae, Band 97, 1989, S. 405–431
- The Hausdorff dimension of quasisymmetric mappings, Mathematica Scandinavica, Band 65, 1989, S. 152–160 JSTOR:24492095
- Mostow rigidity and non compact hyperbolic manifolds,  Quart. J. Math., Oxford, Band 42, 1991, S. 219–226
- Convergence groups and Gromov's metric hyperbolic spaces. In: New Zealand Journal of Mathematics, Band 23, 1994, S. 157–187
- Teichmüller sequences on trajectories invariant under a Kleinian group, Journal d'Analyse Mathématique, Band 99, 2006, S. 35–87
- Limits of Teichmüller maps, Journal d'Analyse Mathematique, Band 125, 2015, S. 71–111
- mit James W. Anderson, Kurt  Falk: Conformal measures associated to ends of hyperbolic n-manifolds, Quarterly Journal of Mathematics, Band 58, 2007, S. 1–15, Arxiv